# 第二季超級籃球聯賽季後賽
SBL第二季季後賽，這一季的季後賽採三戰兩勝制，率先拿到兩勝的球隊，將挺進冠賽。第一輪賽事由中廣戰神出戰裕隆恐龍，另一場賽事由新浪獅出戰達欣工程，最終由裕隆恐龍和達欣工程分別以2比0和2比1擊敗台灣啤酒和中廣戰神。

## 季後賽
| 5月4日 19:00 |

|  |

| 裕隆恐龍 82–59 台灣啤酒 |

| 5月5日 19:00 |

|  |

| 緯來獵人 102–97 達欣工程 |

| 5月7日 17:00 |

|  |

| 裕隆恐龍 94–77 台灣啤酒 |

| 5月7日 19:00 |

|  |

| 達欣工程 79–77 緯來獵人 |

| 5月8日 19:00 |

|  |

| 達欣工程 65–62 緯來獵人 |